# Fouchana
Fouchana (arabe : فوشانة) est une ville de l'agglomération de Tunis, située à une dizaine de kilomètres au sud de la capitale, dans le gouvernorat de Ben Arous.
Elle forme une municipalité depuis le 26 mai 2016, après s'être séparée de la municipalité de Mohamedia.
C'est un important centre industriel comprenant trois zones industrielles (M'ghira 1, 2 et 3). Au niveau de la délégation dont elle est le centre administratif, l'emploi industriel représente la moitié des emplois totaux.
D'après le projet d'aménagement du Grand Tunis, la ville bénéficiera d'une ligne ferroviaire rapide par la ligne Tunis-Fouchana (ligne C).